# 唯川千尋
唯川 千尋（ゆいかわ ちひろ、1995年9月14日 - ）は、日本のAV女優。

## 略歴・人物
2016年1月にAVデビュー。ファイブプロモーション（マークスグループ）に所属していたが、グループの解散・再編によりLINX所属となる。
2016年4月13日、公式ツイッターで4月をもって引退することを発表。
2017年5月、AV復帰をツイッターで報告するが同年中に活動を休止。
2019年8月、KANBiの専属女優「神咲まい（かみさき まい）」として再デビュー。年齢は32歳で、誕生日は11月29日（誕生年は明記なし）としている。NAXプロモーション所属。

## 人物
山梨県出身。
スレンダー体型の貧乳AV女優。
趣味・特技はカメラ、料理、カフェ巡り。
初体験は、17歳。デビュー前の経験人数は、80人超。加齢臭に興奮する。

## 出演作品

### アダルトDVD

#### 唯川千尋 名義
2016年
- ガリスレンダー現役女子大生 AVデビュー（1月1日、キャンディ）
- 競泳水着コーティング 6（1月22日、アスリート）
- 某女子大アスリートが運び込まれる専属スポーツ整体院（2月1日、DOC）※「ゆりえ」名義
- 彼氏に内緒でパンツを売ってマ●コを見せる女 JD・唯川千尋（2月5日、ワニッチ）
- マジックミラー号 街中で声を掛けた心優しいお嬢さんと童貞くんがMM号の中で完全に2人きり♥ 彼氏にも見せたことのない恥かしい表情… でも今まで生きてきた中で一番の幸福感! 人生初の童貞筆おろし（2月6日、SODクリエイト）※「ゆかり」名義
- 表参道でみつけた美乳人妻に「新作水着のモデルになって下さい」と声をかけ、撮影でテンションを上げてヌルヌル泡泡ソープ体験 全員美人全員中出しスペシャル（2月6日、アイエナジー）
- 慰安課は原則として派遣のみ エロけつ+エロくちびる+エロくびれ（2月12日、バルタン）
- 完全ガチ交渉! 噂の、素人激カワ看板娘を狙え! vol.33 in港区（2月19日、プレステージ）
- 淫尻を突き出した姿勢で貪りつくセルフイラマチオ 〜プリケツと柳腰は特にこだわるところ〜（2月19日、SEX Agent）
- オナり愛液手コキ 3 〜溢れすぎたからシゴく時に塗ってあげるね〜（2月19日、SEX Agent）
- 女子プロレスリング Vol.13（2月13日、FIGHTING MOVIES）
- 制服肉壷少女 千尋（2月25日、ラマ）
- ありえないほど激スリム! 華奢すぎる家出少女AVデビュー! めいちゃん AAカップ 身長148cm 体重37kg ナンパJAPAN EXPRESS Vol.38（2月25日、ナンパJAPAN）※「めい」名義
- 悪戯マンション 100（2月26日、ゴーゴーズ）
- 100万円でモニタリングさせてください! 幼なじみのあの子に思い切って告白したい素人男子を応援します! 長い付き合いだからデキる真っ向勝負の筆おろし相談で二人の距離が急接近! 恥ずかしそうに勃起した友ダチ○ポで真剣に告ったら幼なじみマ○コは受け入れてくれるのか?（2月26日、SCOOP）
- ミックスプロレス技研究室(ラボ) 7（3月4日、格闘研究所）
- 妹にしたいガリ貧乳NO.1! 壊れそうなほど華奢なロリ美少女を鬼突きピストン!!（3月11日、FIRST STAR）
- 目黒区出会い系アプリ 未・成年ガチナンパ 個人撮影パコッター援交★5P輪姦わずw(仮) part4（3月11日、マニア9）
- 天文部出身 奇跡の貧乳文系美少女 決意のAV出演 多香子（3月19日、キチックス）※「多香子」名義
- カフェでパンケーキとか撮るのが大好きなオシャレカメラ女子をデカチンでアヘらせました!（4月1日、リコピン）
- 超戦隊シールドファイブ 桃乃美香（4月8日、GIGA）
- 偶然見かけた貧乳女子がまさかのノーブラ!? 見られる事に興奮した彼女の敏感乳首はビンビンに立っていて… 4（4月9日、DOC）
- お金の為だと割り切って友達だけどSEXして下さい!! JK編（4月9日、DOC）
- ママ友ナンパ! 出産後旦那とはレス気味だけどまだまだやりたい盛りの若奥さんにガチ交渉しちゃいました 2（4月10日、ホットエンターテイメント）
- 魔法科学美少女フォンテーヌ・ネオ（4月22日、GIGA）
- 小悪魔JK 大胆パンチラコレクション 9（4月25日、アロマ企画）
- SOD社内運動会2016 SOD新入女子社員8名がスーツ×ムチぱつブルマでハッスル大量ぶっこ抜き 激アツ総射精56発（5月12日、SODクリエイト）※「西村真理恵」名義
- 妻の友人たちが我が家へ来たのでうっかり夜這いしてみたらフル勃起MAX!!!（5月12日、SWITCH）
- BLACK OR WHITE ITTETSU（5月12日、SILK LABO）
- 吊り革を掴んだままの痴漢デリヘル嬢に立ちバックで生挿入!生中出し!（5月12日、Mr.michiru）
- JK文化祭模擬店・ちら見せオナサポ喫茶 Ⅶ（5月13日、アロマ企画）
- 何故か中年の僕がこの年で勉学に励みたくなって家庭教師を雇う事になったんだけどその家庭教師がタイプ過ぎてセックス励んじゃったヽ（・∀・）ノぱぁ（5月26日、F&A）
- 膣に出しなさいよ! 超ドSのニーハイブーツお姉さんが冴えない男たちをザーメン狩り!!（5月26日、Mr.michiru）
- 催眠隷女 In case of a Office Lady（6月1日、催眠研究所別館）
- 接吻家庭内相姦 一つ屋根の下、濃厚接吻で発情してしまった母・姉・妹（6月9日、ヒビノ）
- うしじまいい肉プロデュース アイドル原石 宅コスレイヤー（6月10日、宇宙企画）
- 自画撮り エロ可愛いJKオマ○コ見てみて♥ ぐちょぐちょマン汁♥ 指だけで何度もイキまくるオナニー（6月15日、プリモ）
- 街行く素人をナンパ! グリグリバイブで声ガマン（＞へ＜。） アヘ声10分我慢できれば賞金GET!（6月21日、DOC）
- 日焼け姪っ子姉妹中出し性交 千尋と雫 〜久々に会った姪っ子たちとのひと夏の思い出〜（6月24日、I.B.WORKS）
- 陸上部日焼け少女睡眠薬強姦投稿映像（6月24日、青空ソフト）
- 初夏の薄着で無防備チラリズムパイオツむっちり乳首がポロリ「奥さん、乳首っ!!」偶然見えた人妻のビーチクは教えるべきか見守るべきか!?（6月24日、SCOOP）
- 素人ナンパ!! とりあえず素股までが間違えてチ●ポがズボリッ!! Part.8（7月8日、S級素人）
- 貧乳にサスペンダーをつけている女子は小さな胸ゆえに感度が凝縮されていて、「乳首が擦れて気持ちいい…」と密かに思っている!街で見つけた超プレミア級貧乳女子2人で徹底実証!!（7月8日、S級素人）
- 貧乳コンプレックスを抱えるノーブラ素人女子に、おっぱいが大きくなる薬と言って性感促進薬を30日間飲ませ続け、胸ポチが大きくなる様子を日々観察!最後はビンビンの感度に仕上がった微乳をおいしく頂いちゃいました!（7月8日、DIY）
- 女子校のクラス全員と一人ずつ濃密性交した僕。（8月1日、ムーディーズ）
- 素人女性限定アクメ集!! おま●こパックリ自撮りオナニー完全版 4時間15名収録!!（8月12日、S級素人）
- 好きだから濡れちゃう。 ハニカミ美少女のドキドキ愛情SEX（8月13日、S-Cute）
- ポニーテールは好きですか? 〜フェラの時に頭を振っても、上になって腰を振っても、共に揺さぶるその姿〜（8月19日、SEX Agent）
- 女子校生、全員に膣内射精中出し III 4時間（11月11日、S級素人）
- 池袋〜北区【まとめ】個人撮影 都心繁華街22時☆未満 コミュdeナンパ ぷらちな淫行散歩探検隊w 2（11月25日、MERCURY）

2017年
- 大好きなカノジョをハメ撮りしちゃいました。（5月1日、S-Cute）
- YOUはナニしに東京へ? 2（5月26日、S級素人）
- 華奢ガリ生姦 媚薬漬けでドM変態ナマパコジャンキー!変態ドロドロ生マ○コに膣奥射精!（8月19日、チキチキカマー）
- 夫のチ○ポしか知らない素人妻は初めての風俗体験でデカチンの客に迫られたら本番まで許してしまうのか? VOL.2（9月7日、コスモス映像）※「ちか」名義
- 真・グラマー仮面 〜猛烈ハメ殺し!!裏切りのマスク剥ぎ!!の巻〜（9月22日、GIGA）
- フェロモンむんむんで昔からイタズラ好きの母さんの妹が童貞の僕に勃起薬を飲ませて効き具合をお試ししてきた!? キキすぎちゃった甥っ子チ○ポは筆おろしだけじゃおさまらない鬼勃起した近親棒で何度も突き刺し絶倫交尾!!（9月22日、SCOOP）
- 兄嫁「絶対挿れちゃ駄目よ!」 無許可で先っぽだけ挿れるつもりが予想外のヌレヌレマ○コにスルッと生挿入! 火がついちゃったお義姉さんと何度も生中出しセックス!（10月5日、アキノリ）
- 私…イキたいんです…。 今までSEXでイッた事のない清楚若妻 一番自慢のエロ下着を着たまま初イキで足腰ガックガクになるまでイキ乱れる!!（10月6日、DOC）
- 千手観音手コキ（10月13日、アロマ企画）
- 徹底検証 ガールズバーの呼び込み女子にインタビュー! 「酒も入ってノリがいいならどこまでヤレる!?」（11月10日、プレステージ）※「さおり」名義
- 【隠し撮りドキュメント】 ネットで噂の必ず人妻とパコれるスポットに強行潜入!欲求不満の若妻から熟女が出会いを求めやってくる豊島区巣○の出会い系喫茶「H●N●K●熟」で起こっている『入れ食い状態の乱痴気騒ぎ』の一部始終を盗撮してみた結果…。 2（11月13日、EROTICA）
- ラグジュTV×PRESTIGE PREMIUM 08（11月24日、プレステージ）※「ゆい」名義
- お姉さんにパンチラ挑発されながらザーメンを太腿とパンツに放出してもいいですか!? その2（12月13日、アロマ企画）
- 17周年記念SP 経験豊富な優しい素人人妻が最高の童貞筆おろし 12（12月21日、アイエナジー）

2018年
- ブルマ女子校生ずぼずぼディルドオナニー 2（1月7日、デジタルアーク）
- セクシーアイドルプロレズリング VOL.4（11月1日、SILVER BIRCH）

#### 神咲まい 名義
2019年
- KANBi専属 美神【ヴィーナス】 AV史上最も美しい人妻 泌尿器科看護師 神咲まい 32歳 AV Debut!!（8月30日、KANBi）
- 旦那を忘れるほど汗だく汁だくで絡み合う 濃厚接吻性交 3本番!! キスするほどに興奮し乱れ狂うエッチな美人妻（9月27日、KANBi）
- 中出し解禁4連発!! 人妻中出し不倫温泉 美しすぎる人妻を一泊二日、独占中出し。（10月25日、プレステージ/KANBi）
- 中出し痙攣絶頂【生ハメ中出し】5連発!! 夫では経験できない絶頂の無限連鎖に喘ぐ!（11月29日、プレステージ/KANBi）
- 美しすぎる看護師と二日間、連続で種付けしまくる終わらない中出し不倫性交。中出し20連発（12月27日、プレステージ/KANBi）

2020年
- 美し過ぎる看護師人妻を飼いならす。 美人妻をやりたい放題 密室軟禁調教録（1月31日、プレステージ/KANBi）
- 美神【ヴィーナス】の究極筆おろし ど緊張の童貞たちを夢のような射精へ導く看護師の神業（2月28日、プレステージ/KANBi）
- 中好きスレンダー美STYLE 中出し可能の美ピンクマ●コ看護師（4月17日、クリスタル映像/GENSEKI）
- 年上美人の下着を物色中「こんな年増女の下着で欲情するの?」と… 女として見られる悦びからか「本当に私なんかでいいの?」と欲求不満な身体で精液搾取 4（4月17日、プレステージ/DOC PREMIUM）他出演：水咲結乃、夏希のあ、かなで自由
- 大学に社会人入学したアラサーの妻 一切遊ばずに真面目に勉強すると言ってたのにヤリサーに簡単に騙され中出し乱交パーティ（4月19日、ミセスの素顔/エマニエル）
- 神咲まい×SUKESUKE＃25（5月1日、プレステージ/SUKESUKE）

2021年
- 羞恥！新卒看護師着任前健康診断～神咲まい編～（10月13日、サディヴィレナウ！）

## 書籍

### 写真集

#### 神咲まい名義
- BUTTERFLY（2020年7月27日、ジーウォーク、撮影：14y.ムラミツ）ISBN 978-4867170625

### 雑誌
- 週刊プレイボーイ 2019年9月2日号（集英社） - 「熟女AV界のニューウエーブ!美淑女メーカーKANBiがエロ熱い!!」